# سماوي غامق
السماوي الغامق (بالإنجليزية: Deep Sky Blue)‏ هو أحد تدرجات اللون الأزرق السماوي.